# Żyżnykiwci
Żyżnykiwci (ukr. Жижниківці) – wieś na Ukrainie, w obwodzie chmielnickim, w rejonie szepetowskim.
Znajduje się tu przystanek kolejowy Żyżnykiwci, położony na linii Szepetówka – Tarnopol.